# Zweeds leeuwenmonument
Het Zweeds leeuwenmonument (Estisch: Rootsi lõvi mälestusmärk) bestaat uit twee standbeelden die zijn opgericht als monument van de Slag bij Narva in 1700 in de stad Narva, Estland.
De eerste versie, een kopie van een van de leeuwen in het Stockholms slot, werd in 1936 gebouwd bij een ingang van de stad, maar werd verwoest tijdens de Tweede Wereldoorlog. De nieuwe versie, een kopie van een leeuw van de Koninklijke Zweedse Academie voor Schone Kunsten, werd in 2000 aan de rivier Narva geplaatst.

## Achtergrond
Het monument is ontworpen door de Zweedse professor en architect Ragnar Östberg en werd op 18 oktober 1936 ingehuldigd door de Zweedse prins Gustaaf Adolf, op de plaats van de Slag bij Narva, ten westen van de stad. Het Narva-comité, voorgezeten door de Zweedse graaf en diplomaat Folke Bernadotte, was opgericht om de financiering te realiseren.
In de vroege zomer van 1944 werd het monument getroffen door Sovjet-artillerie. De waardevolle metaalresten werden hergebruikt tijdens het einde van de Duitse bezetting van Estland door de Duitse defensie-industrie.
Op 19 november 2000 werd een nieuw monument ingehuldigd door de Zweedse vice-premier Lena Hjelm-Wallén. Dit gebeurde in verband met de 300-jarige herdenking van de Slag bij Narva. Het monument werd opgericht als gedenkteken voor allen die stierven in de strijd, maar ook als symbool van de huidige samenwerking tussen Estland en Zweden.
Het nieuwe monument bevindt zich in de Hermansburcht, bij de rivier de Narva. Het is een bronzen replica van de leeuw van de Koninklijke Zweedse Academie en werd geplaatst op een granieten voetstuk, vergelijkbaar met het ontwerp van Östberg. Het voetstuk is gegraveerd met de Latijnse tekst "SVECIA MEMOR" ("Zweden herinnert") en "MDCC" ("1700", het jaar van de slag bij Narva).

## Galerij

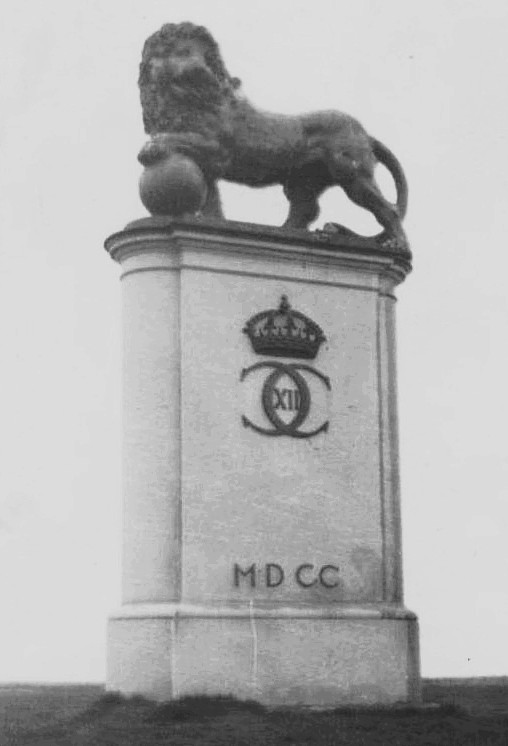
Het eerste standbeeld, 1936.
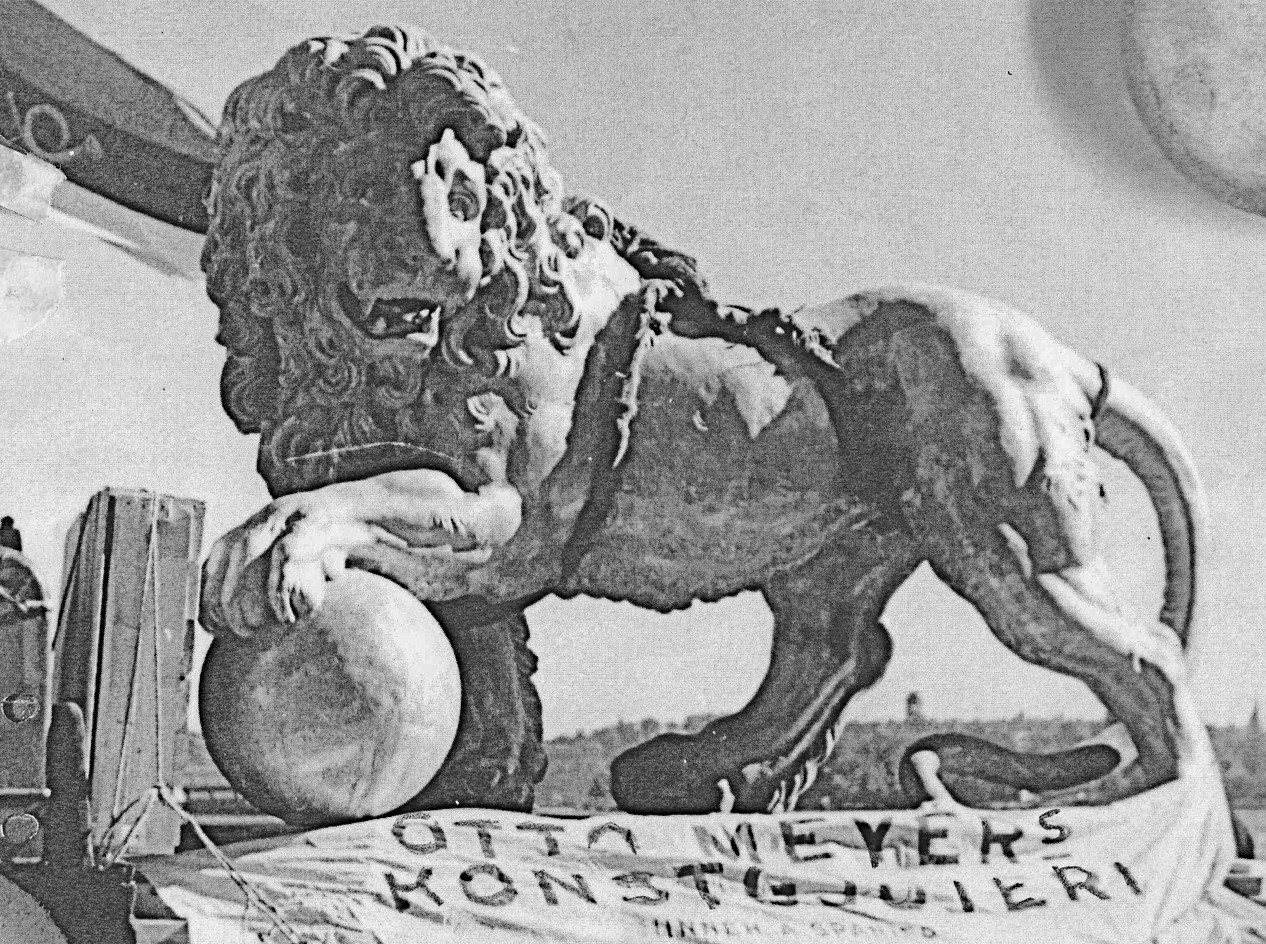
Het vervoeren van het standbeeld, van Stockholm naar Narva.
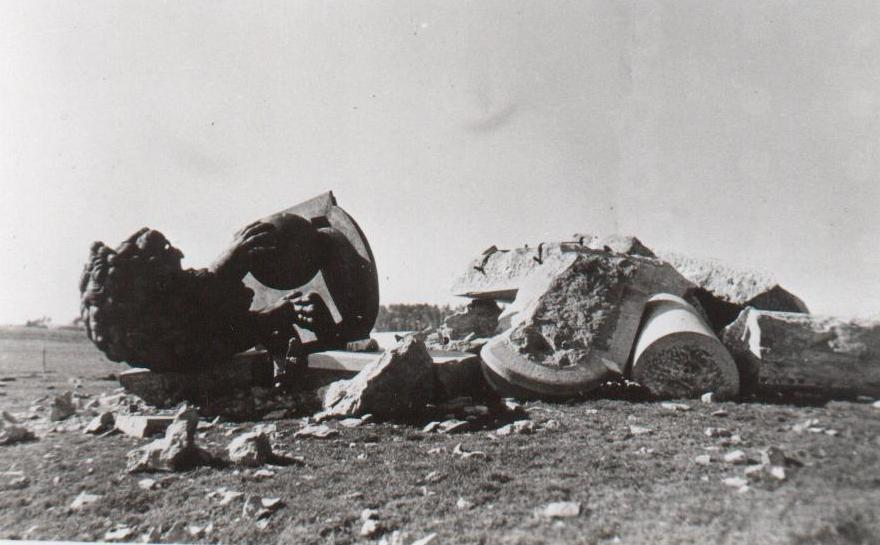
Overblijfselen van het eerste standbeeld, 1944.